# レニングラード級駆逐艦
レニングラード級駆逐艦（-きゅうくちくかん Leningrad class destroyer）は、ソヴィエト海軍の駆逐艦である。

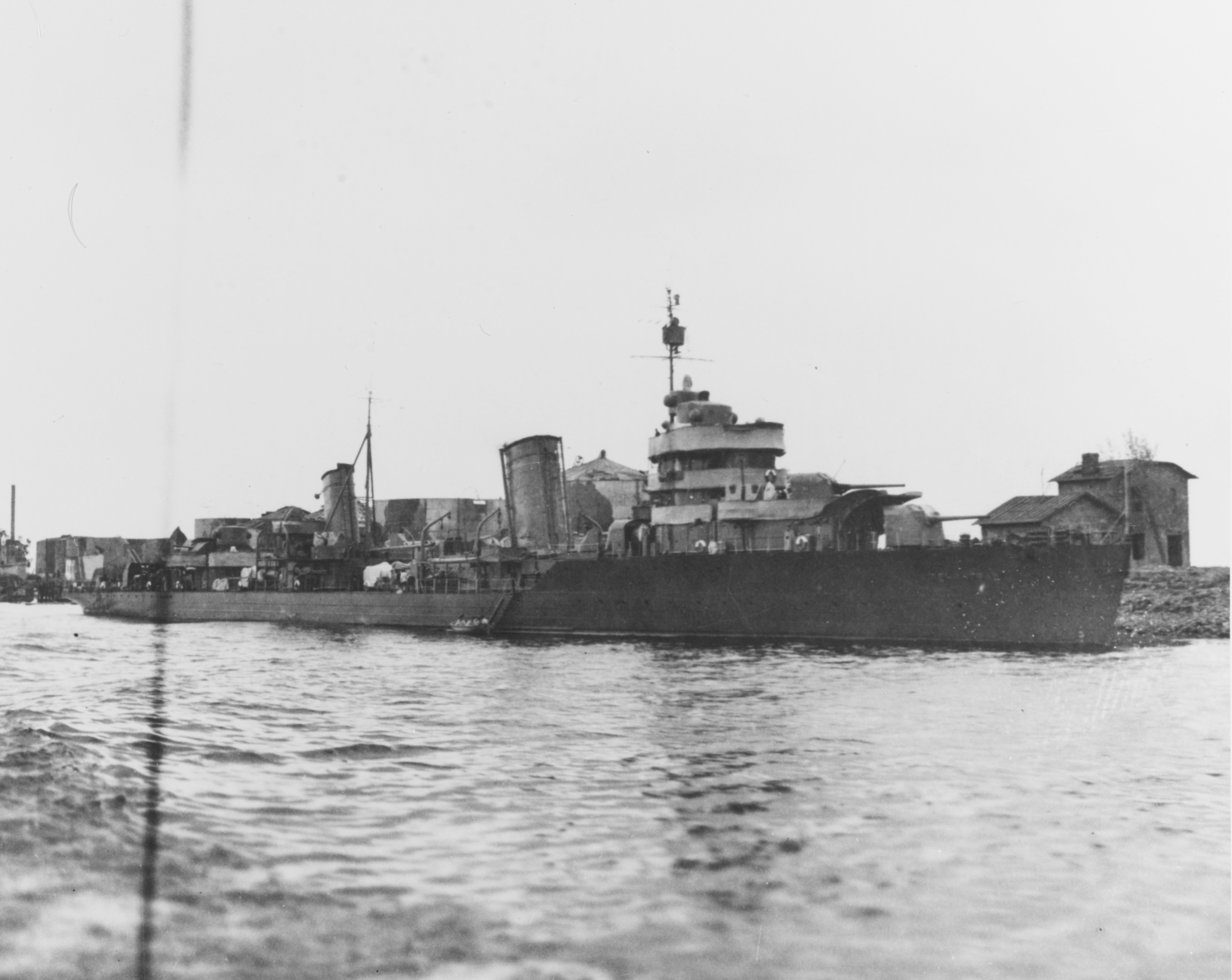
レニングラードに停泊中の1番艦 レニングラード 1944年6月

ソ連海軍の計画名は1型駆逐艦（Лидеры эсминцев проекта 1）である。

## 概略
本型はロシア革命以後に建造された初の駆逐艦であり、第一次五ヶ年計画の一環である海軍艦艇整備計画に基づき計画された。
1型駆逐艦は嚮導艦としての能力を要求されたため、基準排水量2,000t以上、最大速力40ktを誇った。従来のフィドニシ級駆逐艦およびイジャスラーフ級駆逐艦などに比べると、かなり大型・高速・重武装である。運用時には在来型駆逐艦との連携は想定されておらず、俊足を生かして偵察部隊や遊撃部隊に配属されることが想定された。
なお、「ミンスク」以下の後期型3隻を、前期型と別級扱いする場合もある。

## 建造
1932年から1940年にかけて6隻が建造された。本級の建造は当時のソ連の造船技術力・工業力を超えた試みであったため、製造不良や欠陥箇所が続出し、建造計画の遅延が多発した。

## 武装
主砲はB-13・1936年型13センチ（50口径）単装砲を採用した。主砲配置としては艦首側に背負い式で2基、艦橋構造物後方と一番煙突の間に1基、艦尾側の二番煙突の直後に背負い式で2基の計5基とした。
水雷兵器としては53.3センチ四連装魚雷発射管を一番煙突と二番煙突の直後に1基ずつ、合計2基を装備した。その他には機雷115個または爆雷52個を装備した。

## 運用
1930年代後半から1950年代まで運用された。主な戦歴は、冬戦争、レニングラード包囲戦、満州および北方領土侵攻など。
第二次世界大戦後は旧式化・老朽化に伴い訓練艦や標的艦などへ転用され、1960年代までに全艦が沈没または退役した。

## 建造艦一覧
| 艦名           | 建造所                       | 起工    | 就役    | 最期                                                  |
| -------------- | ---------------------------- | ------- | ------- | ----------------------------------------------------- |
| レニングラード | ジダーノフ                   | 1932.11 | 1936.12 | 1963年に標的艦となり処分                              |
| ハリコフ       | ニコラエフ                   | 1932.10 | 1938.11 | 1943年10月6日に黒海でドイツ空軍の航空攻撃を受け沈没   |
| モスクワ       | ニコラエフ                   | 1932.10 | 1938.8  | 1941年6月26日に黒海で触雷し沈没（コンスタンツァ襲撃） |
| ミンスク       | ジダーノフ                   | 1934.10 | 1939.2  | 1958年に標的艦となり沈没                              |
| トビリシ       | コムソモリスク・ナ・アムーレ | 1935.1  | 1940.12 | 1964年にスクラップ処分                                |
| バクー         | コムソモリスク・ナ・アムーレ | 1935.1  | 1938.7  | 1964年にスクラップ処分                                |

## 諸元
| 分類     | 嚮導駆逐艦                                                                       |
| 建造数   | 6隻                                                                              |
| 排水量   | 標準時2,150t、最大時2,580t                                                       |
| 寸法     | 全長127.5m、全幅11.7m、喫水4.1m                                                  |
| 乗員数   | 平時250名、戦時311名                                                             |
| 最大速力 | 40.0kt                                                                           |
| 航続距離 | 20kt - 2,100海里                                                                 |
| 最大出力 | 66,000ps                                                                         |
| 機関     | 重油ボイラー3基、蒸気タービン3基、3軸推進                                        |
| 兵装     | 130mm砲5門、76.2mm砲2門、45mm機関砲2門、 533mm魚雷発射管8門、機雷115個、爆雷52個 |